# Koloniale route door de landengte van Panama

Legende:
Camino Real (Portobelo naar Panama)
Camino Real (Nombre de Dios route)
Las Cruces traject (riviertraject Chagres)
Las Cruces Traject (overlands deel)

De Koloniale Transisthmische Route van Panama is het geheel van wegen, nederzettingen en steden in Panama die de verbinding vormden over de landengte van Panama (of istmus van Panama). Vanaf de 16e eeuw werd de landengte van Panama een wereldwijde strategische troef die het vervoer van goederen en mensen tussen het Iberisch Schiereiland en de koloniën van het Koninkrijk Spanje in Amerika, de archipel van de Filipijnen en de Canarische Eilanden vergemakkelijkte. Zilver, goud en andere goederen die van de Zuid-Amerikaanse koloniën naar Spanje reisden, werden per schip naar de Ciudad de Panamá gebracht, waar ze op muilezels werden geladen en over de landengte van Panama naar de Caraïbische kust werden vervoerd. Daar werd het vervolgens op schepen geladen en naar Europees Spanje gestuurd. 
Door de geschiedenis heen zijn er verschillende routes gemaakt, die allemaal de stad Panama als startpunt aan de Pacifico (Stille Oceaan) kust hadden. De oudste daarvan is de Camino real de Nombre de Dios, die in 1519 werd aangelegd naar Nombre de Dios. Vanaf 1597 werd de Caraïbische haven Portobelo in gebruik genomen en werd het verkeer omgeleid naar deze stad (Camino real de Portobelo). De tweede gebruikte route was de Camino real de Cruses, die de plaats Panama verbond met de plaats Venta de Cruses aan de oevers van de rivier de Chagres. Hier werd de lading muilezels overgeladen op schepen die de rivier afvoeren naar de Caraïbische kust. Daar werd de lading overgeladen op andere schepen die het naar Portobelo vervoerden. De wegen werden vooral gebruikt tussen de 16e en 19e eeuw, vóór de aanleg van de Panamaspoorweg tussen Panama en Colón en later het Panamakanaal.
Zowel de havens van het Caraïbisch gebied als de Stille Oceaan waren vroeger het doelwit van aanvallen van piraten. De bewaard gebleven forten van Portobelo en San Lorenzo (aan de monding van de Chagres in de zee) maken deel uit van het werelderfgoed, net als het historische deel van de stad Panama.
De meervoudige erfgoedsite getuigt dus van de oversteek van de landengte, waaronder strategische versterkte nederzettingen, historische steden, archeologische vindplaatsen en wegen die tot het midden van de 18e eeuw werden gebruikt om de Caraïbische Zee en de Stille Oceaan met elkaar te verbinden. Het traject werd in juli 2025 tijdens de 47e sessie van de Commissie voor het Werelderfgoed in Parijs erkend als UNESCO cultureel werelderfgoed en onder de titel Koloniale Transisthmische Route van Panama aan de werelderfgoedlijst toegevoegd. Het erkend werelderfgoed omvat zes archeologische vindplaatsen.

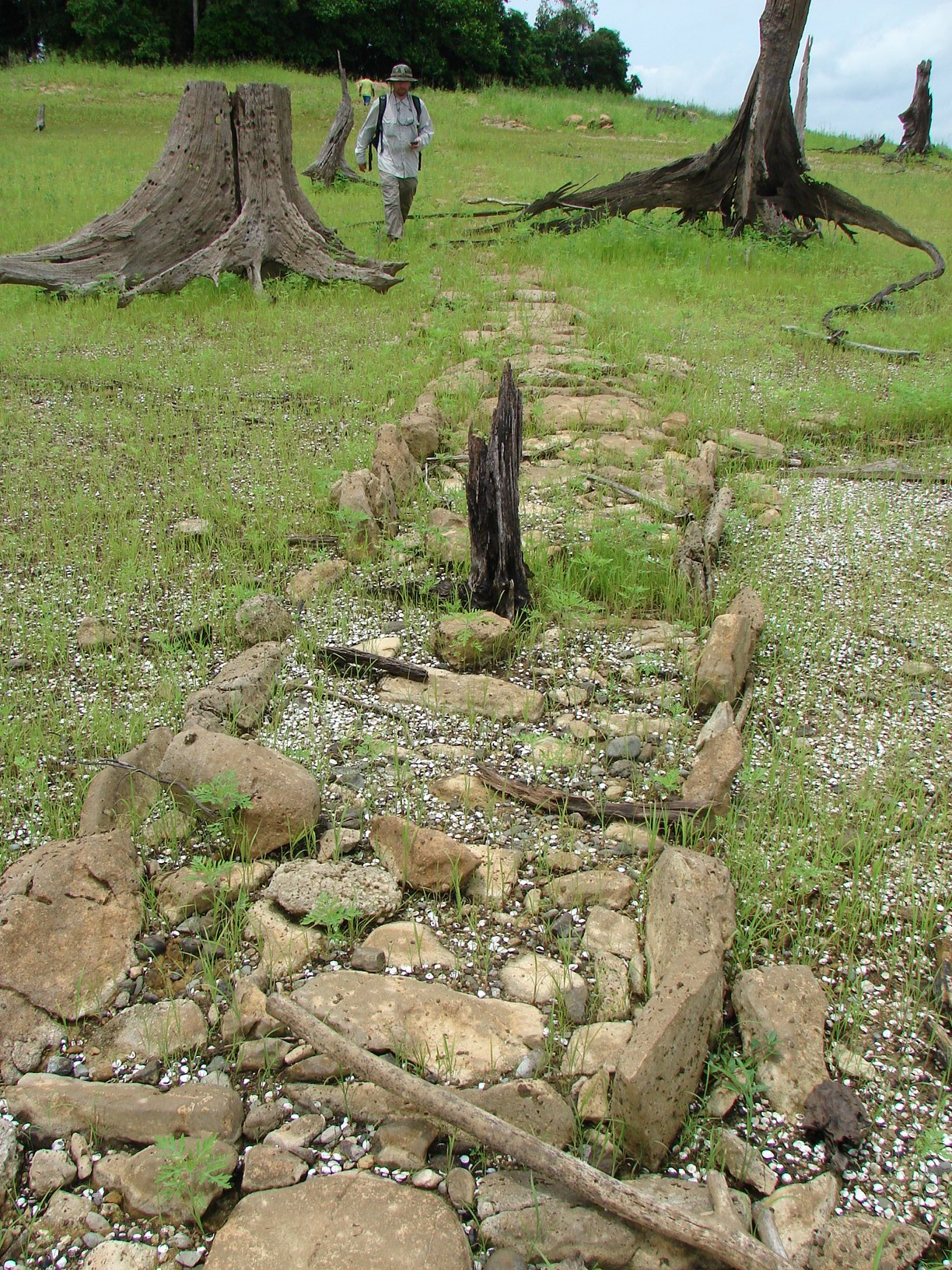
Camino real de Portobelo
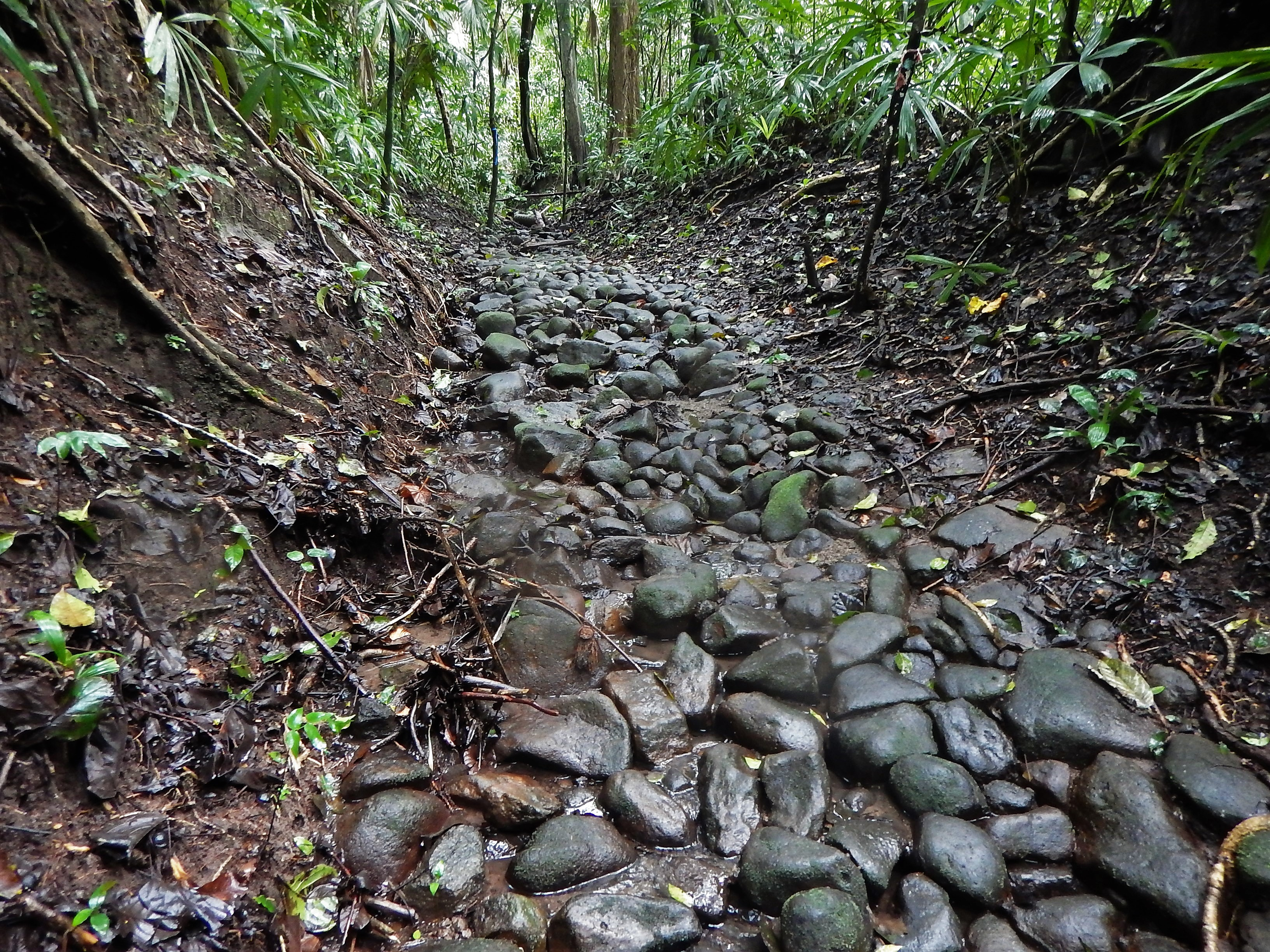
Camino real de Cruces

## Erkende erfgoedsites
| ID          | Naam & Locatie                       | Coördinaten              | Opp. site | Opp. bufferzone |
| ----------- | ------------------------------------ | ------------------------ | --------- | --------------- |
| 1582rev-001 | Fort San Lorenzo                     | N9 19 23.42 W79 59 59.19 | 24,72 ha  | 12.384,93 ha    |
| 1582rev-002 | Camino de Cruces Sectie 1            | N9 17 41.85 W79 58 18.04 | 508,38 ha | 12.384,93 ha    |
| 1582rev-003 | Camino de Cruces Sectie 2            | N9 5 3.86 W79 36 16.65   | 103,13 ha | 24.324,5 ha     |
| 1582rev-004 | Camino de Cruces Sectie 3            | N9 0 56.21 W79 34 33.23  | 2,95 ha   | 24.324,5 ha     |
| 1582rev-005 | Archeologische site van Panamá Viejo | N9 0 23.97 W79 29 6.98   | 28,7 ha   | 619,9 ha        |
| 1582rev-006 | Historisch district van Panamá       | N8 57 8.75 W79 32 5.07   | 22 ha     | 190,1 ha        |